# Pelousey
Pelousey is een gemeente in het Franse departement Doubs (regio Bourgogne-Franche-Comté). De plaats maakt deel uit van het arrondissement Besançon. Pelousey telde op 1 januari 2022 1.588 inwoners.

## Geografie
De oppervlakte van Pelousey bedraagt 6,18 vierkante kilometer; de bevolkingsdichtheid is 247 inwoners per km² (per 1 januari 2019).
De onderstaande kaart toont de ligging van Pelousey met de belangrijkste infrastructuur en aangrenzende gemeenten.

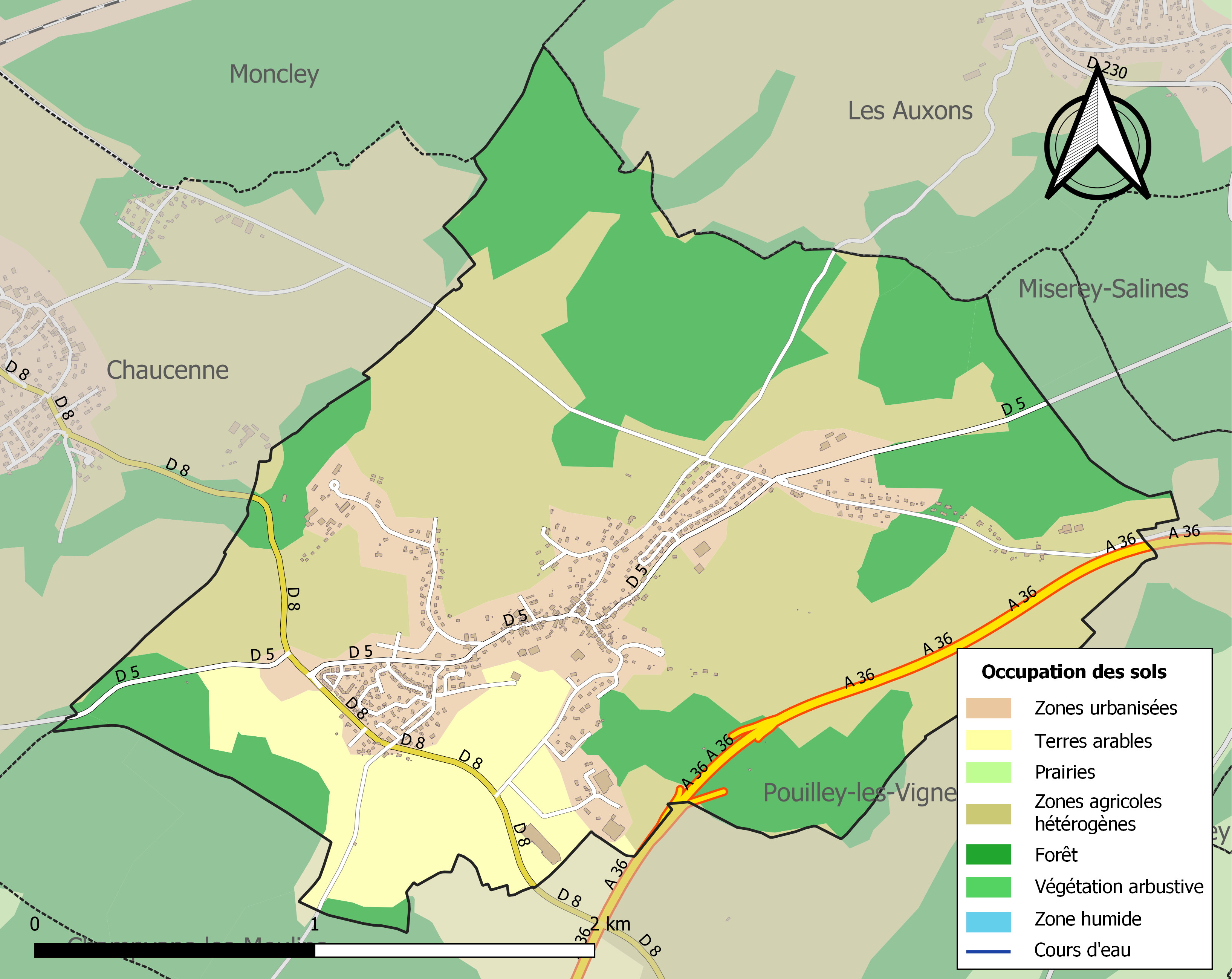

## Demografie
Onderstaande figuur toont het verloop van het inwonertal (bron: INSEE-tellingen).